# Neoceroplatus dureti
Neoceroplatus dureti är en tvåvingeart som beskrevs av Loïc Matile 1990. Neoceroplatus dureti ingår i släktet Neoceroplatus och familjen platthornsmyggor. Inga underarter finns listade i Catalogue of Life.